# El Cobre
El Cobre – miasto w Wenezueli, w stanie Táchira.